# Дхулиян
Дхулиян (англ. Dhulian, бенг. ধুলিয়ান) — город и муниципалитет в округе Муршидабад, штат Западная Бенгалия. Расположен в 305 км к северу от Калькутты, между реками Ганг и Хугли, на высоте 4 метра над уровнем моря. По данным переписи 2011 года население городской агломерации Дхулиян составляло 239 022 человека. Уровень грамотности равнялся 60,06 %. Основной язык населения — бенгали.